# Polyommatus delerei
Polyommatus delerei är en fjärilsart som beskrevs av Heydemann 1955. Polyommatus delerei ingår i släktet Polyommatus och familjen juvelvingar. Inga underarter finns listade i Catalogue of Life.